# 30 (число)
Вижте пояснителната страница за други значения на 30.
Трийсет (също и тридесет) е естествено число, предхождано от двайсет и девет и следвано от трийсет и едно. С арабски цифри се записва 30, а с римски – XXX. Числото 30 е съставено от две цифри от позиционните бройни системи – 3 (три) и 0 (нула).

## Математика
- 30 е четно число.
- 30 е съставно число.
- 30 е безквадратно число.
- 30 е сбор от първите пет четни числа (2+4+6+8+10 = 30).
- 30 е сбор от първите четири квадрата (1²+2²+3²+4² = 30).
- 30 = 2¹+2²+2³+2⁴
- 30 е произведението на първите три прости числа (2×3×5 = 30).
- 30 е най-голямото число, на което всички взаимно прости числа по-малки от него освен 1 са прости числа.[4]
- Многоъгълник с 30 страни (и ъгли) се нарича тридесетоъгълник или триаконтагон. Правилният тридесетоъгълник има вътрешен ъгъл от 168°.

## Други факти
- Химичният елемент под номер 30 (с 30 протона в ядрото на всеки свой атом) e цинк.
- 30 букви има българската азбука.
- Половин минута е равна на 30 секунди, а половин час – на 30 минути.
- 30 дни са месеците април, юни, септември и ноември, а 3 пъти в историята е имало и 30 февруари.
- Юда Искариотски предава Иисус Христос за 30 сребърника.[Мат. 26:14 – 16]
- Иисус (според Лука 3:23) е покръстен от Йоан Кръстител на 30 години, а според съвременни изследвания Иисус е живял 30 години.
- Тридесетгодишната война продължава 30 години от 1618 до 1648 г.
- Албумът Бийтълс от 1968 г. на едноименната група има 30 песни.
- Телефонният код на Гърция е +30.